# 李怡
李怡（1936年4月13日—2022年10月5日），原名李秉堯，籍貫廣東新會，出生於廣州，1948年移居香港，是時事評論家、作家，其他筆名包括舒樺、齊辛等。

## 生平
李怡1936年出生於廣州，祖籍廣東新會蓮塘，父親為粵語片導演李化，堂兄為粵語片導演李晨風，二姑姐為上海知名影星李麗蓮，堂兄兒子為前亞洲電視管理層李兆熊。在1950年代，其父親李化與李子誦、蔡廷鍇等人有過來往，他們都是原為中國國民黨其後轉為支持中國共產黨的人士，李怡父親亦曾參與中共的外圍組織。
李怡出生兩個月後到香港定居，1941年太平洋戰爭爆發前由母親帶往上海舅舅家生活，並在該處上小學，往後再先移居北京，繼而到安徽省屯溪市暫居，1945年又回到上海逗留半年，1946年隨母親及姊姊遷居北京的四合院且入讀小四與小五年級，1948年正式定居香港九龍城。他到港初年入讀香港培正中學（1948年至1950年），1954年畢業於香島中學（1950年入讀，1954年高中三），求學期間已嚮往社會主義。及後曾參加中國大陸的普通高等學校招生全國統一考試，但因身體關係未能考上。
1955年進入上海書局編輯部工作了兩三年，在編輯部白天選古今詩文作品讀了許多書，晚上也勤奮自修，1957年就嘗試投稿至文藝週刊，李怡表示羅孚是將他帶進文壇的恩師。
1963年1月1日李怡與吳羊璧合辦刊物《伴侶》。1966年4月25日創辦純文藝刊物《文藝伴侶》月刊。除了書刊出版，伴侶雜誌社亦舉了相關文藝活動。伴侶雜誌社規模不大，對於推動本地文學的出版事業，以及年輕一輩的文藝發展，貢獻良多。
1970年創辦《七十年代》雜誌，立場曾經親共，被國民黨政府視為「匪刊」，他則被稱為「李匪怡」。直至1981年，李怡脫離左派，轉向反共，並在1984年將雜誌更名為《九十年代》，1990年創立台灣版，雜誌集合眾多知識份子的作品，敢於批評兩岸政權，又被中共視為「親國民黨」而遭查禁，李怡一直為該雜誌總編輯，到了1998年雜誌停刊。李怡也參與經營天地圖書。之後在立場反共的香港壹傳媒報刊內發表時評專欄文章，2007年獲董橋之邀參與撰寫部份《香港蘋果日報》的社論《蘋論》，經常公開批評中國共產黨。另外，自2003年起，李怡擔任香港電台第一台節目《一分鐘閱讀》主持，直到2020年（而從2020年8月起，岑逸飛、陳煩、黃子程及謝祖墀亦加入主持行列，並交替主持每星期節目）。李怡為獨立評論人協會（評協）創會會員。
2020年《港區國安法》生效後，他選擇移居台灣，並先後於風傳媒（第1至90篇）及上報（第91篇後）發表連載「失敗者回憶錄」。2022年10月5日上午9時於台北市國泰醫院病逝。火化後同年11月6日安葬在加拿大卡加利的山景墓園。

2022年12月20日，獲中華民國總統蔡英文明令褒揚，其辭曰：

加拿大籍知名華文作家李怡，本名李秉堯，槃才廣度，貞亮穆宣。髫幼舉家輾轉播遷香港，鍾愛藝文，淬琢礱砥，開啟六十餘載抱槧握鉛之年歲。畢生投軀政治文化暨新聞執論，先後草創《伴侶》半月刊、《文藝伴侶》月刊、《九十年代》雜誌，持秉激濁揚清宏旨，暢申時事評詙縷析；眷注臺灣黨外運動，推引香港九七浪潮，針砭建白，孤懷閎識；言誠理精，鮮明悠遠。平素專務散文、新詩、小品文寫作，志切兩岸三地現況，悉力政經局勢發展；踐履民主法治真義，捍衛自由人權保障，蚊思負山，自出胸臆。晚近移居臺灣，撰擬《失敗者回憶錄》系列篇章，闓闡己身心路歷程，臚陳港臺軼談脈動，踔厲風起，空谷足音，允為華人地區重要意見領袖。詎料攖疾驟逝，軫悼彌殷，應予明令褒揚，用彰遺徽。

## 個人生活
其妻梁麗儀1936年7月23日生於有中共背景的家庭，早年曾加入共青團，就讀香島中學時認識李怡，後來她回內地升學，至1960年結成夫婦。梁麗儀曾在深圳任教，在文革時被批判為「對學生進行反動母愛教育」，至1970年又以有「香港特務老公」之罪名，被隔離審查數月，夫婦分隔兩地多年，1974年重聚，梁麗儀於2008年除夕病逝，享年75歲。「李怡」是與太太麗儀談戀愛時取她名字的諧音而用的筆名。他們的墓碑上刻︰「結緣半世紀不離不棄　牽手近一甲子無怨無悔」。
80年代，已婚的李怡与任職《九十年代》杂志的邱近思相戀5年，隨著邱近思返台擔任《九十年代》台灣版負責人而分手，但仍在工作上交集密切。2008年梁麗儀離世後，李怡獨身十四年。為逃避《國安法》的迫害，2021年4月李怡離開香港。作為加拿大公民的他原意返回加拿大與家人團聚，在等待家庭佣工簽證以陪同他前往加拿大期間，暫時寓居台灣。在台灣繼續撰寫回憶錄，目睹香港政情變化，同事、朋友們被捕，他健康亦迅速惡化。在去世前三個月，李怡與邱近思在台北登記結婚。

## 爭議

### 質疑大紀元
2006年3月9日，李怡在《蘋果日報》發表的文章表示，至2006年3月，《大紀元時報》曾表示因《九評共產黨》而退出中國共產黨人數達850萬人，即每天平均約3萬人退黨；以此推算，不足十年，退黨人數便比中共黨員人數還多。李怡表示，基於利益而成為中共黨員的人不會因《九評》而退黨，而基於抱負而入党的人會認為應留在黨內推行改革才能實踐抱負，故認為《大紀元時報》伪造因《九評》而退黨的人數。李怡指出，《大紀元時報》「基本上是法輪功的喉舌和宣傳工具」，若是為了達到目的而「以謊言來對付謊言，以虛假來對付虛假」，就等於歷史上的以暴易暴，即使成功也不是社會進步的體現。2006年3月11日與3月17日，《大紀元時報》刊文抨擊，李怡撰文質疑因《九評》而退黨的人數真實性的時間「原可花在譴責中共對《大紀元》的暴行上」，李怡「在這大是大非的人性、良心、抉擇問題上，他已迷失方向、是非不分」。

### 抄襲風波
2021年1月26日，哲學學者王偉雄指出李怡當日在《蘋果日報》發表的文章《順勢而行，還是以理抗勢》抄襲了2020年11月的一篇網文《失控：美國的問題，世界的難題》，並列出了兩篇文章中極相似的部份。對此，李怡在《蘋果日報》回應，「天下文章一大抄」，「自古以來寫流暢文章都不註出處」以及「抱歉，請去看學術論文吧」。1月31日，經常為香港坊間廣傳消息作事實查核的科學博客Kayue撰文，指李怡的辯解不成立，並於同年稍晚進一步揭發李怡在香港電台第一台節目《一分鐘閱讀》第2823集《反抗者》和2824集《阻止世界的崩解》中抄襲了博客來網站中《反抗者》一書的介紹、第2883及2884集抄襲了博客來網站中《白雪公主殺人事件》的介紹，以及第2820集抄襲了維基百科中尼采的條目。

## 編著

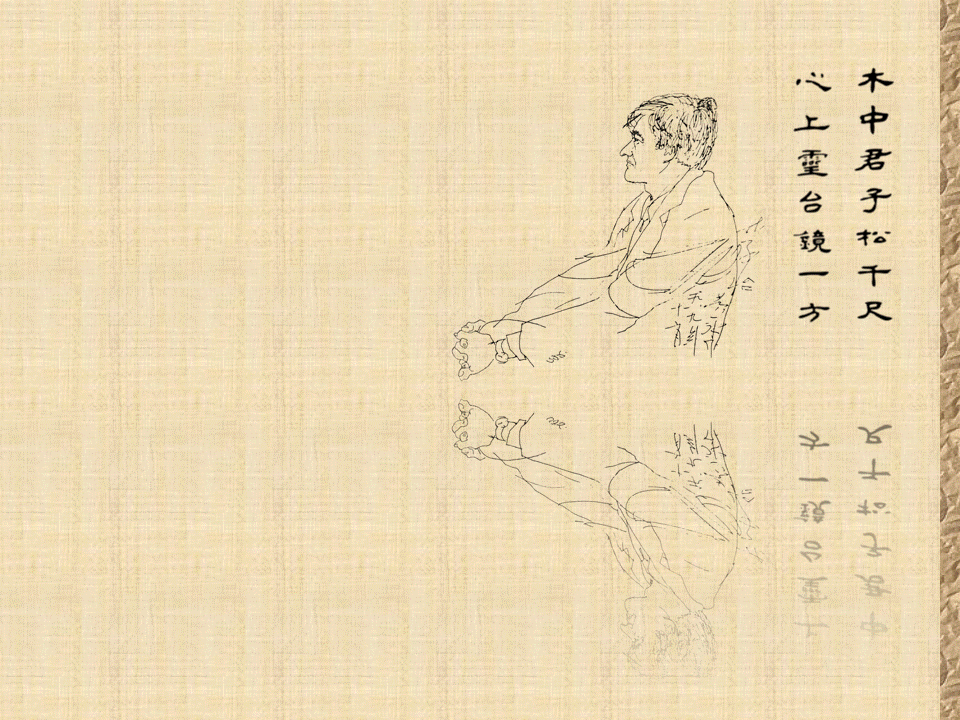
黃永玉為李怡所繪的速寫

- 1963，1968，上海書局，《快樂—你在那裏? 》 / 舒之暢著
- 1964，1969×，1977，益羣，《社會科學初步》 / 李怡編著
- 1965，伴侶雜誌社，《當他再來的時候 : 中篇小說集》 / 舒樺著×
- 1965，伴侶雜誌社，《穿過黑夜的歌聲 : 中篇小說集》 / 舒樺著
- 1965，益羣，《美學初步》 / 李怡編著
- 1965，益羣，《邏輯學初步》 / 李怡編著 *
- 1966，益羣，《哲學初步》 / 李怡編+
- 1966，伴侶雜誌社，《中外情詩一百首》 / 舒樺選析
- 1966，伴侶雜誌社，《美和美的欣賞》 / 舒樺撰#
- 1967，伴侶雜誌社，《生活的陰影》 / 舒樺著
- 1969，益羣，《心理學初步》 / 李怡編+
- 1969，1974，益羣，《經濟學初步》 / 李怡編著
- 1969，集思，《今日蘇聯的小故事》 / 齊辛著～
- 1969，集思，《今日蘇聯的小故事. 第2集》 / 齊辛著
- 1969，集思，《珍寶島事件眞相》 / 齊辛著#
- 1969，益羣，《經濟學初步》 / 李怡編著
- 1970，上海書局，《快樂—你在那裏? 》 / 李怡×
- 1970，集思圖書，《六十年代的回顧》 / 齊辛著
- 1970，集思圖書，《蘇聯近事》 / 齊辛著^
- 1970，集思圖書，《今日捷克》 / 齊辛著×李怡@香港書展2013講座，07月20日: 半世紀寫作生涯

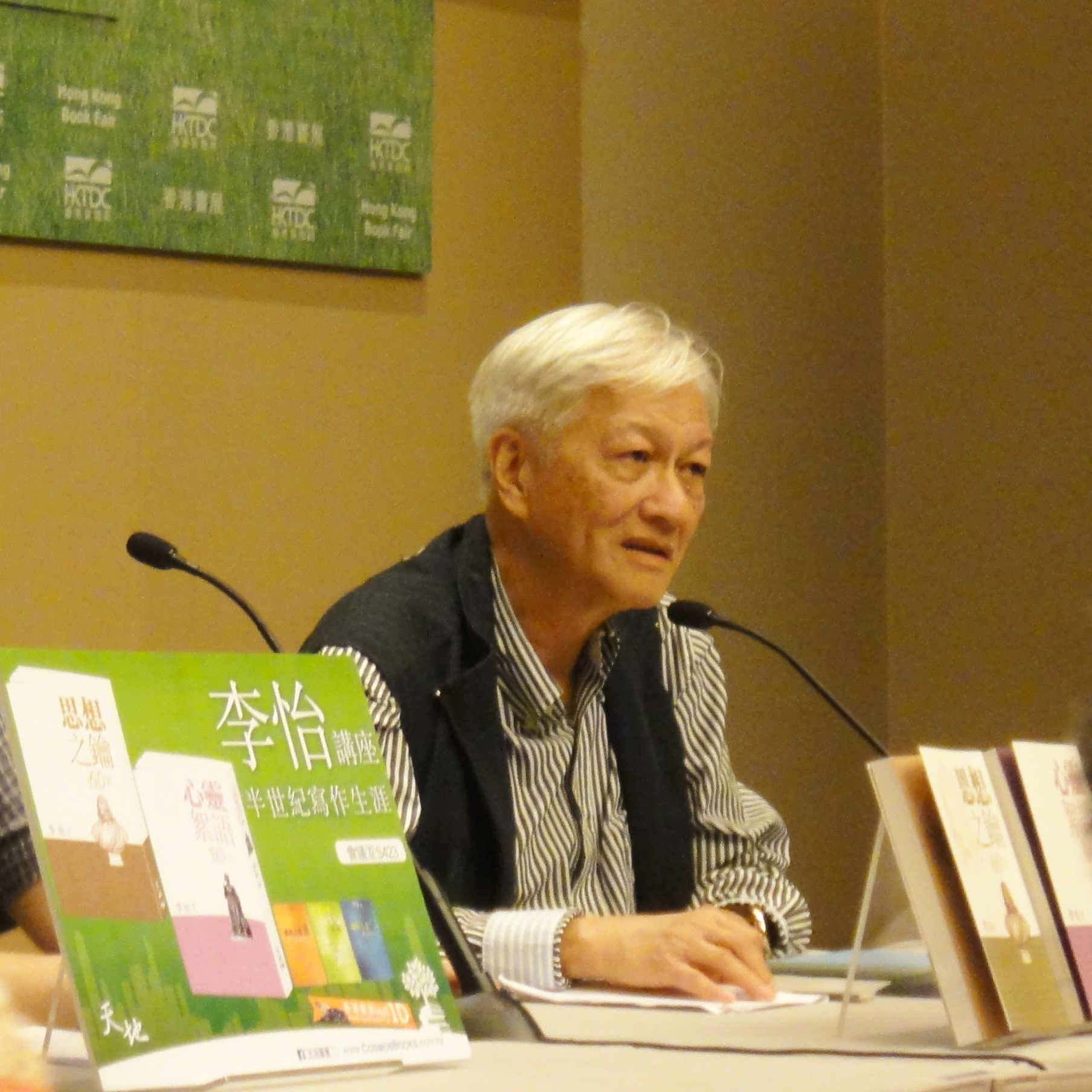
李怡@香港書展2013講座，07月20日: 半世紀寫作生涯

- 1971，七十年代雜誌社，《變化與更新 : 眾議園文選》 / 齊辛等著×
- 1971，中流，《花兒哪裡去了?》 / 舒樺著
- 1974，七十年代雜誌社，《珍寳島事件真相》/ 齊辛著～
- 1976，1980，益羣，《哲學與人生》 / 李怡改編
- 1977，上海書局，《晨星及其他》 / 李怡著
- 1977，七十年代雜誌社，《四人幫事件探索》/ 齊辛著× * 1977，七十年代雜誌社，《四人幫事件探索》/ 齊辛著× s
- 1977，七十年代雜誌社，《長短篇》/ 余從哲著 * + ^ # s × 小思捐贈藏品= Lo Wai-luen Collection
- 1977，益羣，《社會科學初步》 / 李怡編著
- 1978，天地，《社會科學名著淺介》 / 李怡編著
- 1980，七十年代，《中國新寫實主義文藝作品選. 正編》 / 李怡編
- 1980，七十年代雜誌社，《中國新寫實主義文藝作品選. 續編》 / 李怡, 璧華編 s
- 1980，七十年代雜誌社，《中共的思潮與鬥爭》 / 齊辛著× s
- 1982，七十年代雜誌社，《從認同到重新認識中國》 / 李怡著
- 1983，七十年代雜誌社；1989，台北:遠流；1990，九十年代；《知識分子與中國 : 訪問錄》 / 李怡編著s
- 1983，東京 : 文藝春秋, 《風にそよぐ中国知識人》 / 齊辛，監修伊藤正 ; 訳六木純～
- 1985，臻善文化，《香港前途與中國政治》 / 李怡 s
- 1989，台北：遠流，《知識分子與中國》 / 李怡著， 1990，香港：九十年代，《知識分子與中國》 / 李怡著
- 1996，台北：商周文化，《香港一九九七》 / 李怡著 s
- 1997，東京：講談社，《香港的悲劇》 / 李怡著*  （《香港一九九七》的日文修訂版）
- 1998，臻善文化《九十年代》紀念號 / 李怡執行編輯

「×」為香港中文大學圖書館館藏，「+」為香港大學圖書館館藏，「～」為香港科技大學圖書館館藏，「^」為嶺南大學圖書館館藏，「#」為香港浸會大學圖書館館藏，「s」為 Stanford University Libraries 館藏，其他均可於香港公共圖書館找到，「*」除外。

香港主權移交後著書
天地圖書出版:
散文集
- 變臉 (2000)
- 情色男女（2000）
- 人生網絡(2002) s
- 情愛連線(2002)
- 李怡「人生100篇」系列

1. 細味人生100篇(2011)
2. 閱讀人生100篇(2011)[永久]
3. 感悟人生100篇(2012)

- 《思想之鑰60題》 (2013)（页面存档备份，存于）
- 《心靈絮語90題》 (2013)（页面存档备份，存于）
- 《兩性關係小哲思》 (2014)（页面存档备份，存于）
- 《一個人是一生行為總和》 (2014)
- 《李怡閒思錄》 (2015)（页面存档备份，存于）
- 《誰能夠走出羅生門?》 (2016)（页面存档备份，存于）
- 《細味名言100句》 (2017) （页面存档备份，存于）

文化會社出版:
《101好書 : 1分鐘閱讀 : 匯聚中外名家資智慧的生活通識》(2005)（页面存档备份，存于）
次文化堂出版:
政論集－《蘋果日報》發表的社論文章 
- 放逐.愛國愛港的懸念(2008)（页面存档备份，存于）
- 邊緣.沒有季節的廢墟(2010)（页面存档备份，存于）
- 畸變.中港和合的軌跡(2011)（页面存档备份，存于）

散文集－《蘋果日報》副刊專欄〈名采〉內的小品文
- 李怡·對應·謬思生命的異趣(2009)（页面存档备份，存于）
- 李怡·思緒·靜夜低迴的心曲(2009)（页面存档备份，存于）
- 李怡·段子·反思反諷的反響(2010)（页面存档备份，存于）
- 李怡·遐想·徜徉世事閒情間(2011)（页面存档备份，存于）
- 念。情 (2011)（页面存档备份，存于） （2008年，李怡先生經歷喪妻之痛，兩年下來，寫下多篇懷念亡妻的文章，當中充滿著對妻子的思念，以及他們同生活的點點滴滴。現今結集成書，作為一個「為了放下的記念」。）

天窗出版:
- 《為下一代覺醒》（2012），主編葉蔭聰精挑細選了二十多篇文章， 陳惜姿、安裕、李照興、梁文道、盧子健、李怡、程翔、黃國鉅、梁恩榮、鄧秀貞、庫斯克、戚本盛、沈偉男、韓連山、黃莉莉、安徒、躬云山、林駿、王雅雋、謝均才、建燁、未熄、譚蕙芸、彭斯筵從不同角度探討公民覺醒、國民教育、公民教育等主題。

廣宇出版社:
- 《香港思潮-本土意識的興起與爭議（页面存档备份，存于）》（2013）

從事政論生涯逾四十年，過去曾關注和論述過好幾種思潮：中國文革及其後的民主化，台灣的黨外運動，海外及香港的保釣；1979年最早在主編的《七十年代》雜誌提出九七問題，並一直關注香港的拒共思潮、六四震盪、九七回歸等思潮。十年前香港出現本土意識，並漸漸形成思潮。本書主要是作者近年對本土意識的興起和引起爭議的有關論述。
《香港思潮》自序（页面存档备份，存于）
各界推介
- 談 李怡《香港思潮──本土意識的興起與爭議》（页面存档备份，存于），開卷樂，25/01/2014，香港電台文教組製作。
- 【杜耀明書評】爭民主保自治的本土運動--介紹《香港思潮：本土意識的興起與爭議》（页面存档备份，存于），自由亞洲電台粵語部。07/03/2014
- 岑倚蘭領樹大新聞系學生來訪。我送出幾本李怡的＜香港思潮＞ 毛孟靜議員16/04/2014
- 送給德貞女子中學學生毛孟靜議員27/05/2014

- 《最壞的時代最好的時代（页面存档备份，存于）》（2015）
- 《世說短語300篇（页面存档备份，存于）》（2015）
- 《傾聽內心深處的吶喊（页面存档备份，存于）》（2015）

升出版:
- 《世道人生之八十自述（页面存档备份，存于）》（2016）
- 《獨立之精神 自由之思想 （页面存档备份，存于）》（2016）
- 《香港思潮──本土意識的興起與爭議  第四版（页面存档备份，存于）》（2016）
- 《重拾優雅 （页面存档备份，存于）》(2017)

aNobii 電子書櫃上的李怡著作

## 海外雜誌
台北：《遠見雜誌》

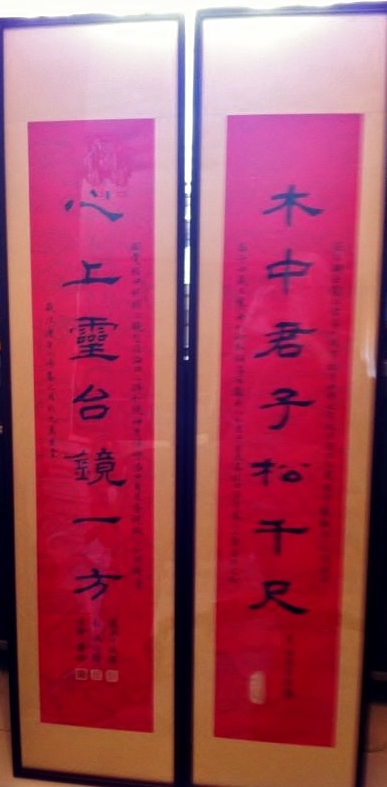
張佛千先生撰李怡先生嵌名聯：「木中君子松千尺，心上靈台鏡一方」

- 1988年7月 第 25期 ，〈台灣大陸何須比較〉（页面存档备份，存于） 作者/ 李怡
- 1990年11月 第 53期 ，〈社會主義才是金牌大贏家〉（页面存档备份，存于） 作者/ 李怡
- 1990年12月 第 54期 ，〈變為政策之母〉（页面存档备份，存于） 作者/ 李怡
- 1991年2月 第 56期 ，〈鄧上神檯，李掌實權－中共七中全會透露的訊息〉（页面存档备份，存于） 作者/ 李怡
- 1991年6月 第 60期 ，〈中國的古拉格〉（页面存档备份，存于） 作者/ 李怡
- 1991年8月 第 62期 ，〈建黨七十年，騙局七十年〉（页面存档备份，存于） 作者/ 李怡
- 1992年4月 第 70期 ，〈經貿帶來統一新契機〉（页面存档备份，存于） 作者/ 李怡

台北：《商業周刊》
- 1996年6月30日 第449期 ，〈九七後，香港會怎樣？〉（页面存档备份，存于） 作者/ 李怡
- 1996年7月7日 第450期 ，〈台港關係會有什麼變化？〉（页面存档备份，存于） 作者/ 李怡
- 1996年7月7日 第450期 ，〈香港一九九七讓李怡潸然淚下〉（页面存档备份，存于） 作者/ 林瑩秋
- 1996年7月14日 第451期 ，〈香港的經商條件會變化嗎？〉（页面存档备份，存于） 作者/ 李怡
- 1996年12月22日第474期 ，〈董建華將委婉地向中共說「不」？〉 作者/ 李怡
- 1998年1月11日 第529期 ，〈政治長紅，經濟小黑〉 作者/ 李怡
- 1998年4月19日 第543期 ，〈李怡︰大環境不利政論性雜誌〉（页面存档备份，存于） 作者/ 黃惠娟

台北：《天下雜誌》
- 1989年6月1日 第 97期 ，〈學運為民主制衡開先河〉（页面存档备份，存于） 作者/ 李怡
- 1997年6月1日 第193期 ，〈不撤退的新聞鬥士〉（页面存档备份，存于） 作者/ 楊艾俐
- 2004年1月15日 第291期 ，〈「百變公投」不過是宣傳手段〉（页面存档备份，存于） 作者/ 李怡
- 2004年5月15日 第299期 ，〈不一樣的五四運動〉[永久] 作者/ 李怡
- 2004年10月1日 第308期 ，〈胡溫非變不可〉（页面存档备份，存于） 作者/ 李怡
- 2005年1月15日 第315期 ，〈地球村內，地球村外〉（页面存档备份，存于） 作者/ 李怡 （全文開放）
- 2006年9月13日 第355期 ，〈程翔以愛國獲罪〉[永久]  作者/ 李怡
- 2007年4月11日 第369期 ，〈豪華慶典，不能見證十年幸福〉（页面存档备份，存于）  作者/ 李怡
- 2007年7月4日 第375期 ，〈十年來香港的最大變化〉（页面存档备份，存于）  作者/ 李怡
- 2008年1月16日 第389期 ，〈○八年會是一場大賭博〉（页面存档备份，存于）  作者/ 李怡
- 2011年4月13日 第393期 ，〈大選後中共對台新動向〉（页面存档备份，存于）  作者/ 李怡
- 2011年4月19日 第333期 ，〈《狼圖騰》與中國的狼子野心〉（页面存档备份，存于） 作者/ 李怡

台北：《今周刊》
- 2014年4月3日 第902期 ，〈讓今日台灣 成為香港的榜樣〉（页面存档备份，存于） 作者/ 李怡

## 報章專欄
- 〈世道人生〉專欄，《蘋果日報》（页面存档备份，存于），逢星期一及五（2016年2月1日至今）
- 〈雪泥鴻爪〉專欄，《E週刊 E Media Plus》，逢星期四出版， (2016年2月20日始，2016年4月30日止）
- 〈蘋論〉，《蘋果日報》社論（页面存档备份，存于），逢星期三及六（2016年1月30日止）
- 〈小評〉，《蘋果日報》（页面存档备份，存于），逢星期二及四 （2014年3月11日始，2016年1月28日止）
- 〈小塊文章〉，名采副刊，《蘋果日報》 ，2006-2007（页面存档备份，存于）, 2011至2016年1月31日，逢星期日（页面存档备份，存于）
- 〈絲絲世語〉，《爽報》，逢星期一至五，2012至18/10/2013；《蘋果日報》，自2011,  2012-2013年3月（页面存档备份，存于）
- 〈李怡專欄〉，《蘋果日報》，1995年年底-2007，(自2002年1月1日起,2005-2006（页面存档备份，存于） )
- 〈理性怡情〉，《經濟日報》，1999-2007（页面存档备份，存于）
- 〈星期一評論〉，政治評論專欄，《信報》，1984－1996 年2月，以齊辛筆名，（1985年把文章集結成《香港前途與中國政治》一書出版

「從七十到八十年代，以至今時今日，他都被稱是香港報壇有數的健筆 -  一枝凌厲地剖析北京政權所作所為的健筆。 」香港經濟日報（1996）

## 視像
- 2017, 天地圖書：香港書展講座「進入倒數階段的人生」 （页面存档备份，存于）, 主講：李怡先生（香港電台節目主持、資深傳媒人、專欄作家）,嘉賓主持：許惠珍中醫師（香港註冊中醫）
- 2017，[Vanished Archives 消失的檔案]， 李怡為此紀錄片受訪者之一, 親身見證大陸文革期間，在香港發生的六七暴動 （页面存档备份，存于）
- 2017,《消失的檔案》被訪者系列 李怡「反英抗暴」捲土重來 （页面存档备份，存于）
- 2016，視點31邀請時事評論員李怡，分析最新形勢，各路人馬較勁，或明或暗，中央治港理念有否改變，市民又可如何表態，節目九時正開始，李怡將於中段點評。

RTHK Podcast 香港電台視點31，13/12/2016 重溫（页面存档备份，存于）
- 2016，香港書展2016：李怡八十 ─ 寫作生涯六十年
- 2016，港大學生會六四廿七周年晚會，主題：六四屠城血未乾，港人前途在何方，HKUSU June Fourth 27th Anniversary Forum 04/06/2016

論壇主題：五代香港人：我們的前途問題
嘉賓：李怡先生 （著名作家），劉銳紹先生 （資深時事評論員）,王慧麟博士（資深傳媒人）,朱凱迪先生（土地正義聯盟執行委員）,梁天琦同學（本土民主前線發言人）
- 2016，李怡八十  18/04/2016
- 2016，【立場對談】李怡、練乙錚、林和立 -《香港政治評論的空間正在萎縮？》對談會 31/01/2016 （页面存档备份，存于）

主持：潘小濤
- 2016，有線電視，周日不講理，香港出版有無自由？24/01/2016

主持：曾志豪、李家文，嘉賓：李怡、劉達文、錢志庸
- 2015，李怡 黃毓民 聯合新書發佈會，26/09/2015 （页面存档备份，存于）
- 2015，香港電台第一台【二戰印象】李怡，30/08/2015

七十年前，第二次世界大戰。段段印象，重現眼前。《二戰印象》專訪四位二戰見證者－－胡楓、李怡、潘迪華、何守信。
（此節目獲紐約國際廣播節目銅獎。）
- 2015，仁心人生 150805 ep101 智慧怡老者 李怡，15/08/2015（页面存档备份，存于）
- 2015，香港書展2015：李怡閒話人生哲學（页面存档备份，存于）

香港時事評論家及專欄作家李怡留心時政亦關心生活，他出席香港書展「心靈勵志講座」，與讀者「閒話人生哲學」。
- 2015，《壹錘定音》23/06/2015

李怡與青年新政對談
- 2015，《獅子山下經典重溫II》19/05/2015－第五十二集 「獅子山下」1992年《風風雨雨》（页面存档备份，存于）

摘要：電視台新聞部獲邀專訪紅球國總司令姜海，但提問必須預早審批，並且不能追問問題。記者毛小孟（毛孟靜飾演）受命上陣，堅決提出未被審批的尖銳問題，新聞部總監焦明（李怡飾演）被迫臨時換另一記者陳家淇（陳安琪飾演）上陣。陳家淇內心爭扎，向總司令表現出不冷不熱的態度，以示其記者立場。錄影完成後，電視台內掀起一場大風波。焦明向電視台老闆包一龍（曹廣榮飾演）力爭不讓管理層插手新聞部獨立自主的權力，副總阿羅（羅海星飾演）與焦明一起出謀對策，並肩作戰。包一龍決定刪去記者畫面，只播放總司令畫面的版本，消息轟動整個新聞部，記者以為老總已違背新聞操守，未到九七年已令電視台淪為走狗台。故事彷如寓言，預視香港新聞自由所面臨的困境與壓力。最終焦明與阿羅能否播放原來版本？ 
- 2015，《星期五主場》06/02/2015－專欄作家李怡（页面存档备份，存于）

摘要：政務司司長林鄭月娥指出：要全國人大常委會撤回831決定，中央和特區政府都是「退無可退，讓無可讓」。
香港人是否還有需要、或者是否有能力和中央討價還價？今日嘉賓有親身體會。
他生於抗日時期，經歷國共內戰，曾經熱烈擁抱共產黨，七十年代創辦雜誌推動認識祖國，後來發生文革、四人幫倒台，他由認同走向另一個極端；三十多年來不間斷監察掌權者，當年的同路人，指他為境外勢力出賣良心。
他說一個人是自己一生行為的總和，不在意其他人怎樣看他，最重要是自己怎樣看自己。三年前論香港局勢，他是出「在香港建一個小中國，就言論層面，又有何不可呢？」
今日來《星期五主場》作客的是專欄作家李怡。
- 2015， 《李怡的全部發言 | 世代之爭，世界是誰的？》3月23日，香港大學政治及公共行政學會論壇
- 2015， 《李怡：回應香港各大專學院退出學聯事件》 3月23日，香港大學政治及公共行政學會論壇
- 2014， 《聲音的故事 之 李怡》11月6日

摘要：有咩聲音會勾起你嘅回憶、引發你嘅共鳴？香港電台第一台主持們同你分享佢哋嘅【聲音的故事】李怡活了大半世紀，閱人無數，閱書更無數。曾經歷戰亂、各種鬥爭，當中李怡追尋理想，李怡亦回到現實，凡此種種，兜兜轉轉，於芸芸聲音中找到了讓他最感觸的一種。
- 2014，《星期日檔案－誰還在閱讀？》19/10/2014  （页面存档备份，存于） 這一集，訪問了時事評論員、專欄作家李怡（页面存档备份，存于）
- 2014， 《李怡看雨傘運動》 10月17日（页面存档备份，存于）
- 2014， 《李怡眼中的存在主義》 10月17日
- 2014， 《李怡: 大陸民主化與中國人習性》 10月17日（页面存档备份，存于）
- 2014， 《李怡: 社會運動與擾民》 10月17日
- 2014，「燭光對抗冷血　六四戰鬥到底」，蘋果動新聞訪問（页面存档备份，存于）
- 2014， 《王永平，程翔，李怡...等成立獨立評論人協會》2月22日（页面存档备份，存于）
- 2013，《香港思潮 本土意識的興起與爭議》 新書發佈會，足本版重溫 （页面存档备份，存于）
- 2013，黃洋達訪問李怡（页面存档备份，存于）

李怡於12月22日舉行新書《香港思潮—本土意識的興起與爭議》的發佈會，黃洋達特別走訪李怡，討論其思想本土化的心路歷程，以及香港普選的前途。
- 2013，半世紀寫作生涯，足本版重溫（页面存档备份，存于）

《漫遊百科》第十七集，podcast（页面存档备份，存于）
《漫遊百科》第十七集，香港電台網站（页面存档备份，存于）
香港貿易發展局主辦的「半世紀寫作生涯」書展講座，本地文化講座系列，香港書展2013，香港會議展覽中心。資深傳媒人李怡會跟我們分享他超過五十年的寫作心得。
eTVonline.tv, RTHK, 於2013年10月12日(星期六)，早上10時至11時，亞洲電視本港台播放
- 2013，鏗鏘集－愛國愛港的身影（页面存档备份，存于）

摘要：全國人大法律委員會主任委員喬曉陽就2017年普選行政長官，提出必須「愛國愛港」和「不能反抗中央政府」的前提。怎樣才是「愛國愛港」難以定義，最後會否變成由中央說了算的「篩選」？時事評論員李怡、左派出身的前立法會議員程介南、以及曾在火紅年代搞學生運動的楊寶熙，各自道來大半生愛國愛港的經歷。政權更替、時代變遷，愛國愛港的意義也隨之改變。 
- 2012，接受校園電視台訪問（页面存档备份，存于）

2012年12月4日，著名作家、資深傳媒人、時事評論員、（匯知中學全校一書《細味人生 100 篇》 作者）李怡先生應邀出席匯知中學「十年校慶專業知識增值講座系列」講座，並以「閱讀與人生」為題，向全校600多位師生發表演說，又即場回答同學提問，更為同學簽書，及接受校園電視台訪問，暢談自己的人生理念，分享寫作心得，他鼓勵同學趁早培養良好習慣，莫讓將來後悔不已。
- 2011，品味人生－李怡（页面存档备份，存于）

摘要：出生於1936年的李怡，12歲移居香港，讀書及初年工作都與左派淵源甚深。34歲創辦政治評論雜誌《七十年代》；1984年雜誌改名《九十年代》，直至1998年停刊。近年他在《壹週刊》及《蘋果日報》撰寫專欄、社論，不時批評中共中央。英拔俊朗，贏得「東方保羅紐曼」美譽。
- 2011，品味人生－李怡「假設性問題」（页面存档备份，存于）
- 2011，讀書好－細味人生100篇
- 2003，Live recording from the book talk at the University of Hong Kong Libraries，6 Mar Booktalk@HKUL[]

講者：司徒華，主持：李怡，林和立，紅太陽是怎樣升起的 : 延安整風運動的來龍去脈 / 高華
- 1999，頭條新聞－李怡(時事評論員)談澳門回歸，25/12[永久]
- 1998，鏗鏘集－從那條路過來了，李怡[]

摘要：辦了二十八年的老牌政論雜誌「九十年代」五月底停刊， 反映嚴肅討論政治問題的刊物在香港的生存空間縮小，創辦人李怡講述雜誌怎樣由被視為左派刊物至後來成為批判中國共黨的刊物，雜誌的結束正標誌一個時代的終結。
- 1997， 民國86年，和《九十年代》總編輯 李怡 討論香港回歸民主前景，選舉等一系列問題。（页面存档备份，存于）

1997年7月1日凌晨，李怡討論香港的民主、選舉、民主黨、民主人士在共匪控制下的香港的未來。
- 1997，五稜鏡[永久]

李怡談欲去還留 (4/11/1997), 李怡談批評可令中國進步 (5/11/1997), 李怡談井水犯河水 (6/11/1997)]
- 1997，五稜鏡[永久]

李怡談談總結香港精神 (5/5/1997）
- 1997，五稜鏡[永久]

李怡談特區護照 (14/4/1997), 李怡談小人蛇問題 (15/4/1997), 李怡談本港公司遷拆 (16/4/1997), 李怡與范徐麗泰談本港立法程序 (17/4/1997),  李怡與范徐麗泰談臨時立法會後勤服務 (18/4/1997)]
- 1997，五稜鏡[永久]

李怡談97年七月一日後保留與取消之事物 (24/3/1997), 李怡談香港自由與法治 (25/3/1997), 李怡談愛國 (26/3/1997), 李怡談中國城市與中國人的城市分別 (27/3/1997), 李怡談周南與錢其琛批評西方傳媒 (28/3/1997), 李怡談九七年後六四集會問題 (1/4/1997), 李怡與司徒華談支聯會與六四集會問題 (2/4/1997),  李怡與司徒華談胸懷祖國 (3/4/1997), 李怡談九七後香港需否要國際上的監督 (4/4/1997), 李怡談九七後香港貪污問題 (10/4/1997), 李怡談國家行為 (11/4/1997)]
- 1997，頭條新聞 - 李怡與陳文鴻談鄧小平逝世之影響及未來治港班子，1997/02/21[永久]
- 1996，五稜鏡 - 李怡談香港精神 (11/7/1996)[永久]
- 1995，頭條新聞 - 李怡談吳弘達獲釋原因,1995/08/25[永久]
- 1995，傳媒春秋 - 不雅物品管制條例通過的影響,禁書的出路 1995/03/18[永久]
- 1995，頭條新聞 - 李怡談後鄧時代,1995/01/20[永久]
- 1994，五稜鏡 - 李怡談中國政情 (29/12/1994)[永久]
- 1994，五稜鏡 - 李怡談政府借出場地慶祝雙十 (14/10/1994)[永久]
- 1994，五稜鏡 - 李怡談海岸談判分析 (3/8/1994)[永久]
- 1994，五稜鏡 - 李怡談中國捉放民運份子原因 (18/5/1994)[永久]
- 1994，頭條新聞 - 李怡談人大政協會議,1994/03/19[永久]
- 1993，頭條新聞 - 李怡談毛澤東100週年誕辰,1993/12/25[永久]
- 1993，頭條新聞 - 李怡談人大會議,1993/04/02[永久]
- 1992，獅子山下－風風雨雨，導演：單慧珠（页面存档备份，存于） 李怡飾演焦明。

摘要：紅球國發生了一場運動，孩子追求理想中的白汽球，當權者抑壓是次運動，導致死傷無數。第三間電視台準備訪問紅球國領導人，紅球國卻事先擬定一切採訪問題及答案，面對種種限制和各方的壓力，新聞部主管焦明能否如實報導真相?客觀、公正的新聞報導是否存在?
- 1989，香港電台十大金曲

「李怡@2014年9月7日：今天是歌手陳百強的冥誕，他生於1958年9月7日，1993年在昏迷一年多後去世。1989年我和亦舒作為頒獎嘉賓，在港台十大中文金曲頒獎禮上給陳百強的《一生何求》頒獎。早前有朋友寄來陳的《凝望》和《一生何求》的連結，有我們的頒獎鏡頭和當年的談話。談話的內容似乎仍然適合於今日，而《一生何求》的“剛剛聽到望到便更改，不知哪裡追究……沒料到我所失的竟已是我的所有”，更像是為今天香港可能失去自由而唱。」

## 音像
2016年6月20日，1pm - 2pm，D100 PBS電台節目《李怡主場》李怡、梁家權　嘉賓：何韻詩 
- 訪問於何韻詩《有種的漂亮》音樂會翌日

2016年5月28日，香港電台《開卷樂》，本集主持：鄭曦暉
- 題目：從楊絳說起…… 嘉賓：李怡

2016年3月4日，香港電台《晨光第一線》第四部分 9：00 
- 晨光大學︰資深傳媒人李怡 (書籍︰蝦蟆的油/黑澤明)

2015年12月，香港電台《有聲好書》重播 
- 《細味人生100篇》（一至四）作者 : 李怡，出版社 :天地圖書有限公司， 聲音演繹 :鄭子誠,陳燕彤	‏

2015年8月22日，香港電台《政壇新秀訓練班》)‏
- 第五百六十四集，李怡 (資深傳媒人)‏

2015年5月6日，李怡：高官落區有助 否決政改 - 茶杯精選文摘 
- 李怡：他們連不大理政治的小市民都講不贏甚至無言以對，說明他們若非水平太低就是根本理虧。所謂有理走遍天下，無理寸步難行。民意仍在擺動，筆者希望高官繼續落區宣傳，其效果必定使民意更擺向對政改的否決。

2015年3月29日，商業電台《帶一本書去旅行》
- 嘉賓李怡：漫遊沒有禁區的國度

2015年2月17日，dbc電台《八九不離十》
- 嘉賓對話的嘉賓 : 資深時事評論家 李怡 先生，題目 : 《現在香港是最壞的時代或是最好的時代》??

2014年12月06，13日 ，香港電台《開卷樂 》 
- 訪李怡談 《一個人是一生行為總和》(上)
- 訪李怡談 《一個人是一生行為總和》(下)

2014年8月24日至 2016年12月底為止，d100《李怡主場》
- 李怡主場 星期一 13:00-14:00， 主持:李怡 梁家權，D100 PBS台
- （页面存档备份，存于） 網上收聽
- 節目官方面書專頁

2013 香港電台《有聲好書》 （廣東話）
- 星期一至五 晚上十二點至一點 數碼35台 香港電台數碼台與文教組聯合製作。
- 香港電台開拓全新品種閱讀節目「有聲好書」。節目由名人嘉賓及DJ聲音演繹書本內容，讓聽眾聆聽原來的文字讀本，探索閱讀的樂趣，咀嚼字裡行間的深意。一間重新定義閱讀的書店，看書不再只用眼睛，還可以傾耳細聽。
- 由05月30日開始至06月14日，你可以聽到由鄭子誠聲演李怡先生的著作《細味人生100篇》。
- 由07月29日開始，你可以聽到由陳燕彤聲演李怡先生的著作《感悟人生100篇》。

2013 香港電台《有聲好書》 （普通話）
- 《細味人生100篇》
- 《感悟人生100篇》
- 《念情》

2004 第五屆香港文學節 － 講座，07月6日 
- 「與創作人對話,文學與人生」

2003年至今，香港電台《一分鐘閱讀》
- Podcast
- 網上收聽連文字
- 文字記錄@經濟日報專欄
- 2005，文化會社，《101好書 : 1分鐘閱讀 : 匯聚中外名家資智慧的生活通識》 / 李怡著

1994 風起雲湧時 : 十四大後中國開放的轉化, 主講 : 李怡先生 ; 回應 : 劉銳紹先生
- 這聲帶為李怡先生主講的「十四大」後中國開放的轉化.就「十四大」後中國政治及經濟的發展,探討未來中國局勢各方面的發展進路.

1987年十本好書重溫
- 李怡推介 :《徐復觀最後雜文集》, 作者 :徐復觀

## 文字專訪
- 《十年．內外》，訪談：謝來文化評論人聚份每套作品的主題，探討香港現況，引發更多香港未來的想像。聚焦現況：創作記錄 訪談分析 —五個創作團體＋邱禮濤、Tam Daniel、MC仁、李怡、朱凱迪，2016年11月
- 【文革50年】李怡：文革將民國時代的文化事業毀滅 ，2016年5月22日
- 李怡：我從雨傘運動看到希望—李怡閒談人生哲學（上），2015年10月26日
- 李怡：閱讀之美無可代替—李怡閒談人生哲學（下），2015年10月26日
- 李怡：八三一決定是法制破壞法治 ，2015年3月11日
- 李怡：燭光要延續　但應先關心本土 ，2014年5月30日
- 少年香港夢－李怡，《星島日報》小學版之《陽光校園》及中學版之《S-File》訪問，2014年3月25日刊登
- 李怡出新書　自言「佩服年輕人的本土意識」，2013年12月
- 在悲觀中積極－李怡，2012年11月
- 品味蘋果：李怡從左到右的掙扎，2012年8月5日
- 打開書櫃：寧鳴而死不默而生，李怡專訪，2011年7月
- （页面存档备份，存于） 一紙書函結束文字因緣 李怡心累輕嘆「平常事」，1996年3月18日

## 文學檔案
盧瑋鑾教授所藏香港文學檔案
- 李怡作品(李怡10篇,齊辛2篇)
- 研究資料(其他作者寫李怡齊辛17篇)

香港文學資料庫
- "李怡"檢索結果 ：52篇
- "齊辛"檢索結果 ：12篇

## 推介書籍
2015 香港重光紀念日
- 李怡推薦 :《孤獨前哨－－太平洋戰爭中的香港戰役》，鄺智文, 蔡耀倫合著，香港：天地圖書，2015。
- 本書作者搜羅現藏於香港歷史檔案館、英國國家檔案局、日本國立國會圖書館、日本防衛省、以及作者私人蒐集的中、港、英、日之原始史料，透過不同角度剖析各方自第一次世界大戰後的東亞戰略、備戰過程、作戰經過，並回顧香港政府民防工作的細節，以顯示1941年香港戰役對香港以及東亞歷史的重要性，並為戰前殖民地香港的政治與社會提供另翼討論

2013作家推薦書籍
- 李怡推薦 :《湖濱散記》，Walden / Henry David Thoreau 著，沈漠 譯，台北：寂天文化，2002。被評選為「十本構成美國人性格的書」，也是一百多年後的今天仍為世界各地喜愛的書。

2006我最喜愛的十本好書
- 李怡推介 :《唐詩三百首》, 作者 :蘅塘退士

1987年十本好書重溫
- 李怡推介 :《徐復觀最後短文集》, 作者 :徐復觀

向亦舒的推介
- 「我辦《伴侶》的時候，亦舒走來問我，那時候她大概十七、八歲，開始寫小說，她叫我介紹書給她看，我叫她第一要看《魯迅全集》，第二就閱讀《紅樓夢》，她真的有讀。後來她跟我說，她真的從這兩本書得到了不少寫作的技巧、靈感和想法，當然她後來也有看張愛玲，但她主要就是看這兩部。」

## 近年講座

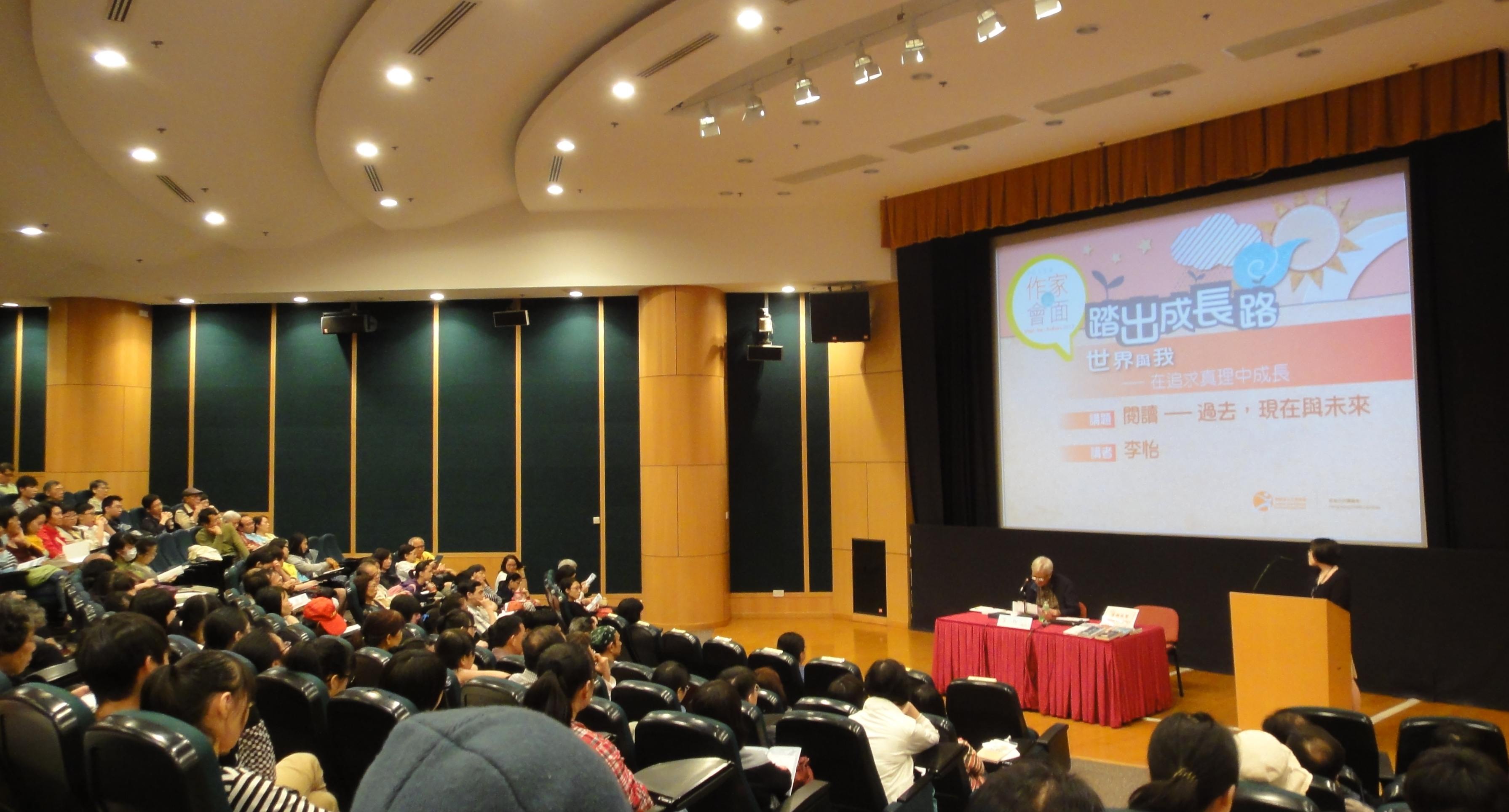
李怡@「與作家會面：踏出成長路」講座

- 2017年3月16日  「專業。民主。起動」政局沙龍二 ，主講：李怡、程翔
- 2016年11月25日  香港中文大學崇基學院二○一六／二○一七年度 上學期週會，主題 : 世道迷離‧當仁不讓，「我們還剩下甚麼？講者: 李怡
- 2016年7月22日  李怡八十 ─ 寫作生涯六十年，心靈勵志講座系列，香港書展2016，香港會議展覽中心，講者: 李怡，主持：陳求德
- 2016年1月31日  【立場對談】李怡 林和立 練乙錚，主持：潘小濤　「論政評空間、言論自由、港獨思潮」
- 2015年7月16日  李怡閒話人生哲學，心靈勵志講座系列[永久]，香港書展2015，香港會議展覽中心，講者: 李怡、陳雅明
- 2014年7月17日  一個人是一生行為的總和，（页面存档备份，存于），香港書展2014，香港會議展覽中心，嘉賓主持：鄭曦暉
- 2014年2月28日  「本土意識及身份認同」恒生管理學院邀請演講
- 2014年1月20日  「生命的彎角」北區閱讀節閱讀之星頒獎禮暨作家講座，馬錦燦紀念英文中學
- 2013年7月20日  半世紀寫作生涯，（页面存档备份，存于），香港書展2013，香港會議展覽中心
- 2013年4月20日  「與作家會面：踏出成長路」講座系列，「世界與我──在追求真理中成長」，講題：閱讀— 過去，現在與未來 ，香港中央圖書館演講廳
- 2013年4月12日  「李怡談編輯、出版、寫作路」，香港出版學會「2013年度周年大會暨25周年會慶晚宴」，香港世界貿易中心會
- 2013年2月23日  「閱讀的文化，閱讀的科學」，香港中文大學崇基學院康本國際學術園二號演講廳
- 2012年12月4日  閱讀與人生，十周年校慶專業知識增值講座系列，匯知中學
- 2011年7月24日   （页面存档备份，存于），2011香港書展講座，香港會議展覽中心
- 2011年5月5日  Reading Rendezvous 相約愛書人，香港演藝學院圖書館
- 2005年10月7日  章詒和《往事並不如煙》，李怡主講，中文大學大學通識教育部讀書會活動

## 影響至深的作家
參考：
- 魯迅

「《魯迅全集》，它真的很好，很值得看，特別是它的小說和雜文部分。比較古拙的我沒有看，翻譯的我也沒有看，因為這是從日文翻譯過來，譯得太直，所以我看的並不多，但寫作部分，我幾乎全都看過了，十本看過後再翻看。書中對於針砭時事、邏輯力，以及中國語文的運用，我覺得看一部都好了。」
- 契訶夫，Anton Chekhov

「俄羅斯的契柯夫，他是一位醫生，寫了幾百篇短篇小說，四十多歲就死了。他的小說令人印象深刻，他對人性的刻劃很深，他的戲劇《海鷗》、《櫻桃園》都有很深的人性刻劃，雖是很短的小說，千多字，但你在內裏看到的事情是很多的。我睡覺前，一是看魯迅的雜文，一是拿契柯夫的小說看，長的有幾萬字，但短的只有二、三千字，很快看完，很有趣，這個作家對我的影響很大。」
現代：劉賓雁
「如果說到現代，我覺得劉賓雁對我也有影響，他的報道文學，真真正正是不怕任何權勢，對生活有直接的干預，很有勇氣，這種風骨，以及不畏權勢，對我的影響很深。他對我來說，是一個現在存在的榜樣，而不是很久以前就死去的，雖然他在2005年逝世。他在五十年代寫的兩篇報道文學都屬於小說，《在橋樑工地上》和《本報內部消息》都對我有很深的影響，覺得一個寫作人是應該這樣做對的事情，受到甚麼的待遇就不說了，當然是很慘，二十多年的右派。現在我在香港有言論自由，就更加沒有理由為了自己的利益，為了一些虛榮來埋沒了自己的良知。」
現代：柏楊
「我受柏楊影響最深的，是他入獄前寫的雜文，不僅妙趣橫生，而且針針到肉，文字吸引，看到不能釋手。」
「我在主編《七十年代》的一九七三年，曾因發表姚立民的《評介向傳統挑戰的柏楊》，而引發一場關於柏楊的爭論。當時柏楊尚陷獄中，論爭的主旋律是為他的冤獄呼喚。柏楊出獄後，將有關論爭輯錄成書，書名是：《七十年代論戰柏楊》。他本人還手書一詩贈我：『七零年代時，我陷誅殺陣，域外伸援手，吼聲震乾坤。海天兩相隔，時尚不識君。而今逢九零，我幸在此身，幾筆謝李怡，一詩表我心。』其實我只是盡一個編者的義務罷了，何須言謝？倒是我應謝柏楊，他的雜文和人品，使我受教良多，也助我成長。」

## 脫離左派
「1976年，四人幫倒台，從編務和實際接觸中，使我在思想上有很大改變，令我明白文化大革命根本不是甚麼由下而上，清洗污泥濁水的運動，實際上只是一場赤裸裸的權力鬥爭，將中國傳統文化完全摒棄，但最令我無法接受的，是它把人民當成犧牲品，這是我轉向的關鍵。」說來諷刺，李怡當初相信共產黨，是因為他在共產黨軍隊中看見了國民黨軍隊所缺乏的「保護人民」理念，但後來也是基於人民權益被剝奪，令李怡對共產黨死心。「也許正如阿克頓勛爵(Lord Acton)所言『權力使人腐化，絕對的權力使人絕對腐化。』這大概是沒有人能走得出的鐵律。」
「我不能接受左派把報刊視為宣傳工具，寫文章必須講立場的指導思想。正因為我堅持貫徹『讀者是它的作者，而作者也是它的讀者』這個編輯主張，所以終於不為左派所容」
「一九八○年，筆者在美國東部的保釣營發表了一篇題為《從認同到重新認識中國》的演講，表示必須放棄認同，而要重新認識中國。這篇演講，是筆者心路歷程的分界線。而由「重新認識」起始，筆者也就從過去為中共政權找開釋理由的認同立場，改為重拾批判精神。有人將筆者這種批判精神，簡化為「逢中必反」，實際上筆者所持的態度是「逢掌權者必批」，因為「權力使人腐化」是一條鐵律。知識分子的本份，就是必須永遠對不大可能違背這鐵律的掌權者持批判態度，即使批錯了也可以作為一面鏡子促掌權者反省。因為掌權者擁有置百姓於生死的權力。」
1981年脫離左派。「關鍵就在於我主編的《七十年代》發過一篇文章《中共的特權階層》，這篇文章揭露了當年主管港澳事務的廖承志帶團訪問日本大收禮品的事。這種事在今天看來自是小兒科了。但當年也引起中共內部的哄動。於是廖說我們的雜誌『打着紅旗反紅旗』。」按我在中央文化部當過藝術局局長的叔叔的說法，其實算是「掃地出門」，就這樣被「請走」也。「在批判中共特權階層和鄧小平翻雲覆雨地對付民主牆和魏京生的問題上，《七十年代》背離了中共宣傳所要控制的軌道，港澳辦主任廖承志下令要把《七十年代》置諸死地。（見《許家屯回憶錄》）就這樣，我帶著《七十年代》（其後改名為《九十年代》）從愛國左派的圈子走了出來。」

## 人生理念

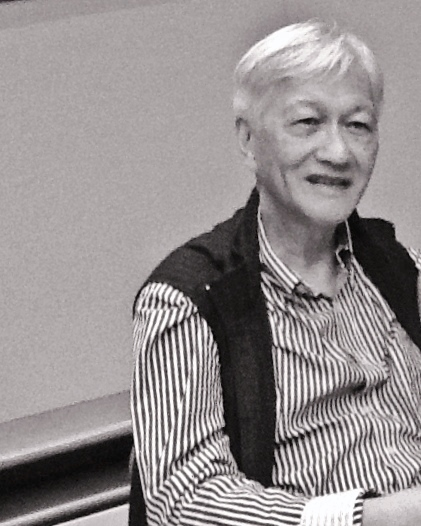
李怡. Mr Lee Yee presented at the seminar of the HK Book Fair 2013

強權絕不能代替真理
「我信奉和堅持的是：強權絕不能代替真理。眼看着強權對事實、對一般道理的無恥扭曲，眼看奉迎強權者說些自己也不相信的話，眼看真理不敵強權，不能不痛苦和憤怒。但我的信念和堅持不會改變，因此我在《鏗鏘集》中說：假如真普選的機會是零，對我來說仍然一樣，就是：強權永遠無法代替真理。因為強權永遠無法代替真理，所以只要堅持這信念的人越來越多，那麼真理總有戰勝強權的一天。」
質疑權貴，無論有幾多人反對，只要覺得自己做得對，就堅持去做
「我在《七十年代》後，由分配平等轉為追求機會平等，以及對掌權的人永遠保持置疑的態度，因為這是傳媒的責任，我們不是掌權的敵人，我們可以是它的諍友，但我們的天職就是要監察它，作為知識分子都是這樣，無論有幾多人反對你也好，你只要覺得自己做得對，就堅持去做，這個轉變是我在辦雜誌時慢慢發生，雖然我創辦了《七十年代》，但實際上，我覺得是雜誌創造了我後來的性格和寫作、閱讀的方向，以及自己所堅持、追求的事。」
「我曾經說過，所有我努力提倡的主張，通常社會都會朝相反方向發展。比如提倡閱讀，提倡民主，潮流都走去我主張的反方向。因此，對人類社會的期待，我不僅悲觀而且早已疲倦了。」「這樣說好像代表我在做一些沒有結果的事，但對我而言，正因為這不是潮流，所以我才要推動它，而我覺得這是正確的。」
悲觀，但不消極，而是積極任事，積極追求
「許多人把樂觀與積極相連，認為必須對前景樂觀，覺得有希望，覺得可以達到一定的目標，你才會積極做你要做的事。而悲觀則與消極相連，對前景悲觀，覺得努力去做也不會達到預期目標，又怎會積極呢？
我年輕時就受存在主義的思想影響。存在主義對人生是全然悲觀的，人一出生就注定要走向死亡，單是這一點就無法樂觀。存在主義的人生不問成果，不問目標會不會達到，只問你在生命的全過程有沒有積極地掌握着你的存在。由於對人生基本上是悲觀的，因此目標恐怕也不會達到，正如魯迅所說，希望和絕望都同屬虛妄，但沒有希望也絕不放棄追求。悲觀，但不消極，而是積極任事，積極追求。我會這樣寫我的墓誌銘。」
若放一句說話在墓誌銘的話：「這個人一世也很勤力去閱讀與工作。」
批判精神就是科學精神。 －Karl Popper。 「這是我永遠的座右銘。」